# مباحثه شیر خام ایالات متحده آمریکا
مباحثه شیر خام ایالات متحده در خصوص مسائل ایمنی غذایی و مزایای بهداشتی ادعا شده شیر خام (غیرپاستوریزه، غیر هموژنیزه) است و این که مسئولین موظف به اجرای ایمنی غذایی باید فروش شیر خام برای مصرف را ممنوع کنند یا نه.
شیر خام، به‌طور تاریخی توسط خانواده‌های مزرعه دار مصرف می‌شده و بخش کوچکی از کل مصرف شیر آمریکا را تشکیل می‌دهد. به هر حال، برخی مدعی اند که در سالهای اخیر تقاضا برای شیر خام به طرز قابل توجهی افزایش یافته‌است. مدافعین شیر خام مدعی اند مزایای مختلف بهداشتی را می‌توان به محصولات لبنی فراوری نشده نسبت داد؛ مسئولین دولتی و پژوهشگران علمی بر این تأکید می‌کنند شیر خام ریسکهای قابل توجه امنیت غذایی دارد و این که ادعاها در خصوص مزایای بهداشتی شیر خام توسط شواهد علمی پشتیبانی نمی‌شوند.

## انتخاب شخصی
مدافعین شیر خام علیه مداخله دولت در خصوص فروش شیر خام ادله لیبرترین و انتخاب فردی ارائه می‌کنند. برخی از این مدافعین از تلاش دولت برای محدودسازی توزیع و مصرف شیر خام متنفرند و اقداماتشان را چون انتخابی شخصی می‌بینند که به شخص دیگری ضرر نمی‌رساند. کنشگری شیر خام را با پزشکی جایگزین و کنشگری ضد تنظیم مقررات می‌توان مرتبط دانست.